# Corrente stellare della Vergine

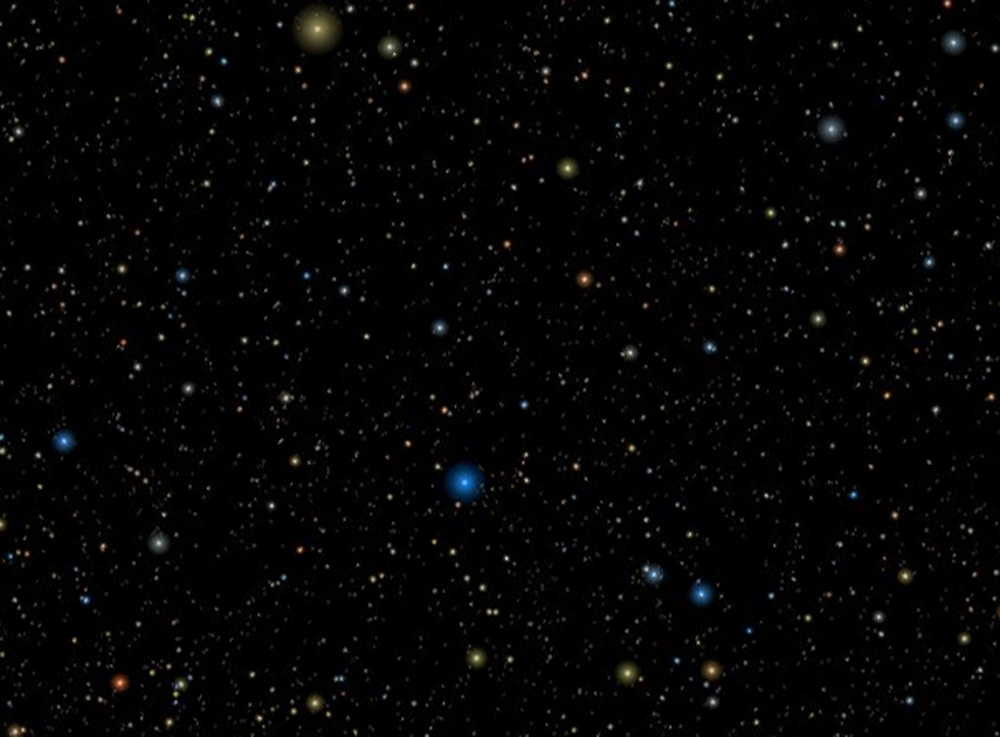
La costellazione della Vergine

La Corrente stellare della Vergine, conosciuta presso la comunità astronomica anche come Virgo Overdensity ("Concentrazione della Vergine") o Galassia Nana della Vergine o Superammasso stellare della Vergine, è il nome proposto per una corrente stellare visibile in direzione della costellazione della Vergine, scoperta nel 2005. La corrente sembra essere ciò che rimane di una galassia nana sferoidale in via di fusione con la nostra Via Lattea; è di fatto la più grande galassia visibile dalla Terra in termini di estensione apparente sulla volta celeste.

## Scoperta
La corrente fu scoperta attraverso lo studio dei dati fotometrici ottenuti dallo Sloan Digital Sky Survey, usati per ottenere una mappa tridimensionale della Via Lattea, utilizzando i colori e le luminosità di certe classi caratteristiche di stelle per stimarne la distanza (un metodo conosciuto come parallasse fotometrica). Il primo sospetto che in Vergine vi si trovasse una nuova galassia venne nel 2001, attraverso lo studio dei dati ottenuti dal QUEST survey, che sfrutta le prestazioni del Telescopio Schmidt da 1 metro per l'osservazione delle Variabili RR Lyrae: di queste variabili ne furono scoperte cinque, in un gruppo di stelle con ascensione retta 12,4h, dando origine a delle speculazioni sull'esistenza di una galassia nana "cannibalizzata" dalla Via Lattea.

## Caratteristiche
La corrente copre un'area di oltre 100 gradi quadrati di volta celeste, e potrebbe essere solo una parte della struttura, che si ipotizza possa avere un'estensione di oltre 1000 gradi quadrati (circa il 5% dell'emisfero visibile dalla Terra, o 5000 volte l'area della Luna piena). Nonostante si trovi in prossimità del Sistema solare e copra quindi una vasta area di cielo, questa corrente conta solo alcune centinaia di migliaia di stelle; la bassa luminosità superficiale (stimata intorno a 32,5 mag/arcsec²) potrebbe aver giocato un ruolo sfavorevole alla sua scoperta durante le precedenti osservazioni. Il numero di stelle facenti parte della corrente non è di molto superiore a quello di un grande ammasso aperto, ed è stato descritto da uno dei membri del team autori della scoperta come una "truly pathetic galaxy" (una galassia davvero insignificante). Molte delle sue stelle sono note da secoli, e venivano considerate normali componenti della nostra Galassia, sebbene avessero una metallicità più bassa delle normali stelle di Popolazione I della Via Lattea.
La corrente si trova sulla Via Lattea, a circa 10 Kpc (30.000 anni-luce) dal Sole, e si estende su una regione di spazio di minimo 10 Kpc di larghezza su tre dimensioni; è vicina al piano celeste su cui giace la Galassia Nana Ellittica del Sagittario, scoperta nel 1994 attraverso un'analisi fotometrica simile a quella condotta per la scoperta di questa stessa corrente. La Nana del Sagittario è un'altra piccola galassia anch'essa in procinto di fusione con la nostra Galassia; tuttavia, è circa 4 volte più lontana della corrente, cosicché si potrebbe escludere una loro relazione fisica, nonostante la Corrente stellare della Vergine potrebbe essere anche un resto formato da un'"emorragia" di stelle della Nana del Sagittario avvenuta durante l'ultimo incontro ravvicinato con la Via Lattea. La Corrente stellare della Vergine assomiglia anche come struttura all'Anello dell'Unicorno, scoperto nel 2002, che sembra si sia formato a seguito di un incontro ravvicinato tra la nostra Galassia e la Galassia Nana Ellittica del Cane Maggiore.